# Летризм
Летризм (фр. Lettrisme) — французький авангардний рух, заснований румунським іммігрантом Ісидором Ізу в середині 40-х років XX століття в Парижі. Основа летризму — систематизація і класифікація літери (lettre) у всіх сферах культури і творчості. Найчастіше під летризмом розуміється створення зображень, схожих на шрифтові, а також композицій на їх основі. Акустичною паралеллю летризму стала звукова поезія (англ. sound poetry), яка естетично досліджує фонетичні основи мови. Коріння руху можна шукати в дадаїзмі і сюрреалізмі.